# OPHL 1909

OPHL Sezona 1909 je bila druga sezona lige Ontario Professional Hockey League. Izenačen najboljši položaj na lestvici in uspeh v enotekemski končnici proti moštvu Brantford Indians je končno zmago prinesel moštvu Galt Professionals. 

## Redna sezona

### Končna lestvica
|      | Moštvo                 | Odigranih tekem | Zmag | Porazov | Remijev | GF  | GA  | TOČ |
| ---- | ---------------------- | --------------- | ---- | ------- | ------- | --- | --- | --- |
| 1    | Galt Professionals     | 15              | 10   | 4       | 1       | 107 | 100 | 21  |
| 2    | Brantford Indians      | 15              | 10   | 4       | 1       | 123 | 100 | 21  |
| 3    | Berlin Dutchmen        | 15              | 9    | 6       | 0       | 96  | 72  | 18  |
| 4    | Toronto Professionals  | 15              | 5    | 10      | 0       | 105 | 111 | 10  |
| 5    | Guelph Professionals † | 6               | 1    | 5       | 0       | 28  | 56  | 2   |
| 6    | St. Catharines Pros †  | 6               | 0    | 6       | 0       | 29  | 58  | 0   |
| Vir: |                        |                 |      |         |         |     |     |     |

† - Guelph Professionals in St. Catharines Pros so iz lige iztopili po 6 odigranih tekmah.

## Stanleyjev pokal
Po sezoni je moštvo Galt Professionals izzvalo prvake lige ECAHA Ottawa Hockey Club za Stanleyjev pokal. Galt je v dveh tekmah izgubil s skupnim izidom 15-4. 
| Datum          | Zmagovito moštvo   | Izid | Poraženo moštvo    | Lokacija    |
| -------------- | ------------------ | ---- | ------------------ | ----------- |
| 5. januar 1910 | Ottawa Hockey Club | 12–3 | Galt Professionals | Dey's Arena |
| 7. januar 1910 | Ottawa Hockey Club | 3–1  | Galt Professionals | Dey's Arena |